# Gathwane
Gathwane is een dorp in het district Southern in Botswana. De plaats telt 879 inwoners (2011).